# رزا آشنبرنر
رزا آشنبرنر (انگلیسی: Rosa Aschenbrenner؛ ۲۷ آوریل ۱۸۸۵ – ۹ فوریه ۱۹۶۷) یک سیاست‌مدار اهل آلمان بود.